# Arboroharamiya
Arboroharamiya és un gènere extint de mamaliaformes de l'ordre dels haramíyides que visqueren des del Juràssic mitjà fins al Juràssic superior en allò que avui en dia és la Xina.
És el haramíyide més gros conegut, amb un pes de 350 g. Vivia als arbres i tenia els dits i la cua llargs. Les dents indiquen que A. jenkinsi era omnívor o granívor. La morfologia de l'orella mitjana i el maxil·lar inferior el situa al grup terminal dels mamífers.